# 삼궁 (바둑)
삼궁은 세 개의 집을 가진 궁도로, 직삼궁과 곡삼궁이 있다.